# 榊原禮子
榊原 禮子（さかきばら みちこ、嘉永7年11月1日（1854年11月20日） - 明治32年（1899年）12月2日）は、江戸時代末期から明治の女性。華族。加賀藩主・前田慶寧の長女。初名は睦姫、禮姫。子爵・榊原政敬の妻。

## 生涯
生母は側室・久徳氏。同母弟妹に前田利嗣、有栖川宮威仁親王妃・慰子らがいる。
文久2年（1862年）、会津藩主・松平容保と婚約するが、容保の京都守護職就任により婚儀は延期され、さらに戊辰戦争を挟んで容保に長男の容大が生まれたことから、明治4年（1871年）に正式に婚約解消となった。2年後の明治6年（1873年）、旧・越後高田藩主の榊原政敬と結婚した。
禮子は一女・彜子を生み、彜子は養子の榊原政和の夫人となったが、体が弱かったらしく、禮子、彜子、彜子の産んだ跡取り息子の政職までが、長命の夫・政敬に先立って死去した。

## 文芸
禮子は和歌、漢詩を能くし、歌集『梅が枝集』を著した。